# All Woman (Lisa Stansfield)
All Woman è un singolo del 1991 della cantautrice britannica Lisa Stansfield estratto dall'album Real Love.

## Classifiche
| Classifica (1992)                | Posizione massima |
| -------------------------------- | ----------------- |
| Australia                        | 52                |
| Belgio (Fiandre)                 | 28                |
| Canada                           | 50                |
| Italia                           | 16                |
| Paesi Bassi                      | 21                |
| Regno Unito                      | 20                |
| Stati Uniti                      | 56                |
| Stati Uniti (adult contemporary) | 21                |
| Stati Uniti (R&B)                | 1                 |
| Svezia                           | 38                |